# ژیل کوئن
ژیل کوئن (فرانسوی: Gilles Cohen‎؛ زادهٔ ۱۵ اوت ۱۹۶۳) بازیگر و کارگردان نمایش اهل فرانسه است. وی از سال ۱۹۸۵ میلادی تاکنون مشغول فعالیت بوده‌است.

## گزیدهٔ نقش‌آفرینی‌ها
- ۲۰۲۱ - اواس‌اس ۱۱۷: از آفریقا با عشق
- ۲۰۱۹ - عروسی‌های سریال (بد) ۲
- ۲۰۱۵ - روزهای طلایی من
- ۲۰۱۳ - ۲۰ سال فاصله
- ۲۰۱۳ - راهبه
- ۲۰۱۱ - عاشقانه همسرم
- ۲۰۰۹ - یک پیامبر
- ۲۰۰۵ - ضربان قلب من متوقف شده‌است
- ۱۹۸۵ - پارکینگ